# Продажа Дюнкерка
Продажа Дюнкерка (англ. Sale of Dunkirk, фр. Rachat de Dunkerque) состоявшаяся 17/27 октября (по старому и новому стилям) сделка между королём Англии, Ирландии и Шотландии Карлом II и его двоюродным братом и королём Франции Людовиком XIV по продаже суверенных прав на города Дюнкерк и Мардик в испанских Нидерландах.

## Предыстория
Входивший в состав Испанских Нидерландов Дюнкерк в ходе Франко-испанской войны (1635—1659) был оккупирован войсками республики Англия в 1658 году после битвы в Дюнах.
Фактически правивший в то время Францией при молодом короле Людовике XIV Джулио Мазарини по Парижскому договору 1657 года обещал передать Англии Дюнкерк и Мардик, что и было выполнено после битвы при Дюнах. Официальная передача Дюнкерка королём послу республики Уильяму Локхарту состоялась 24 июня 1658 года.
Пиренейский договор в ноябре 1659 года подтвердил контроль Англии над Дюнкерком. Гарнизон Дюнкерка состоял из солдат армии нового образца и нескольких полков роялистов, среди которых было много ирландских католиков. Большая часть гарнизона Дюнкерка была отправлена в недавно приобретённый в рамках брачного договора с Португалией Танжер, составив основу его гарнизона. Кроме того, многие присоединились к воевавшей на стороне восставшей Португалии английской бригаде.

## Продажа
В 1662 году испытывавший нехватку денег и обеспокоенный тем, что Дюнкерк может стать потенциальной помехой для международных отношений, Карл II продал его Франции за пять миллионов ливров. Бывший казначеем Дюнкерка со времён его завоевания банкир Эдвард Бэквелл сыграл важную роль в продаже. Сделка вызвала недовольство в Англии.